# Marcus Lemonis
Marcus Anthony Lemonis (Beiroet, 16 november 1973) is een Amerikaans zakenman, investeerder en televisiepersoonlijkheid van Libanese afkomst. Hij is de hoofdpersoon van het tv-programma The Profit dat wekelijks wordt uitgezonden op CNBC en in Nederland werd/wordt uitgezonden via RTL Z.

## Biografie
Lemonis is geboren in Beiroet tijdens de Libanese Burgeroorlog en werd geadopteerd door de familie Lemonis, een Grieks echtpaar dat in Miami leefde. Hij kwam al vroeg in aanraking met de auto-industrie. Zijn grootvader was eigenaar van twee van de grootste dealers van het automerk Chevrolet in de Verenigde Staten.
Lemonis behaalde een graad in politicologie, en deed een minor in criminologie. Ook deed hij een poging om in de politiek te komen door zich kandidaat te stellen voor de Democratische Partij.

## Carrière
Zijn carrière begon in 1997 als verkoper en manager voor AutoNation. Van 2001 tot 2003 was hij directeur van Holiday RV Superstores Inc. Daarna was hij mede-oprichter van het bedrijf FreedomRoads. In 2006 fuseerde het bedrijf met Camping Worlds waarbij Lemonis directeur werd. Dat bedrijf werd in 2011 vervolgens samengevoegd met Good Sam Enterprises.
Lemonis schrijft het succes toe aan de drie P's: Personeel, Proces, Product (People, Process, Product). Volgens hem moeten minimaal twee P's goed functioneren om een bedrijf succesvol te laten zijn.

## Televisie
Lemonis was in 2011 te gast bij twee afleveringen van het NBC-programma Celebrity Apprentice. In 2012 werkte hij mee aan een aflevering van Secret Millionaire.
In 2013 kreeg Lemonis zijn eigen televisieprogramma genaamd The Profit. In deze serie gaat hij op zoek naar kleine bedrijven die op de rand van faillissement zitten, om deze weer op weg te helpen met een investering in ruil voor een aandeel in het bedrijf.
In 2017 startte een tweede tv-serie genaamd The Partner. Hierbij gaat Lemonis op zoek naar een zakenpartner voor zijn investeringen.